# Fläcksolvända
Fläcksolvända (Tuberaria guttata) är en solvändeväxtart som först beskrevs av Carl von Linné, och fick sitt nu gällande namn av Jules Pierre Fourreau. Enligt Catalogue of Life ingår Fläcksolvända i släktet fläcksolvändor och familjen solvändeväxter, men enligt Dyntaxa är tillhörigheten istället släktet fläcksolvändor och familjen solvändeväxter. Arten har ej påträffats i Sverige.

## Underarter
Arten delas in i följande underarter:
- T. g. bupleurifolia
- T. g. discolor
- T. g. guttata
- T. g. inconspicua
- T. g. macrosepala
- T. g. praecox

## Bildgalleri

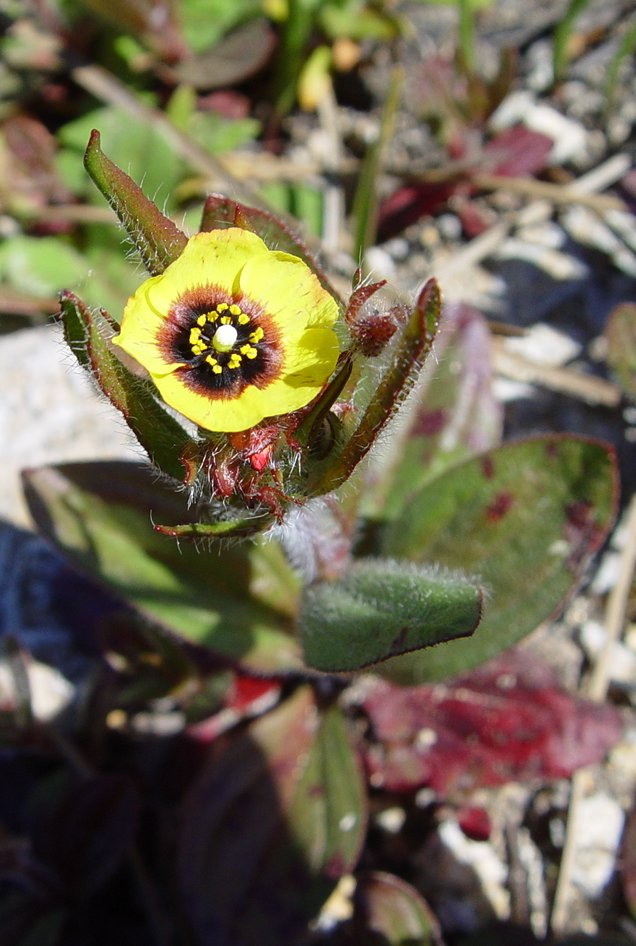
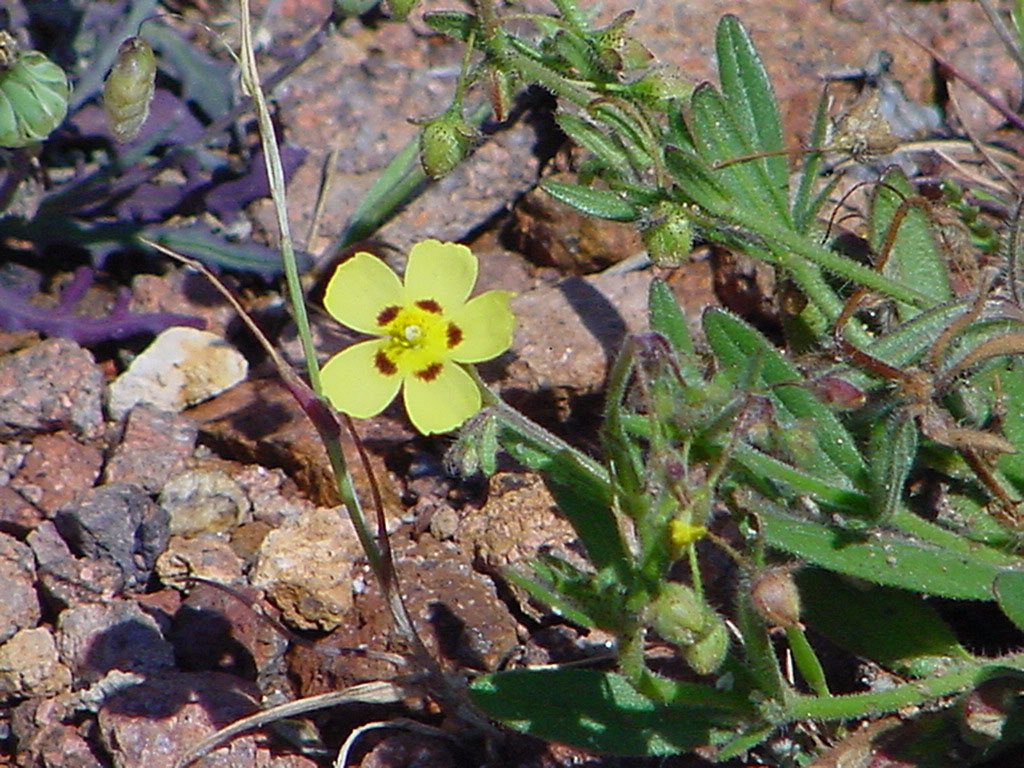
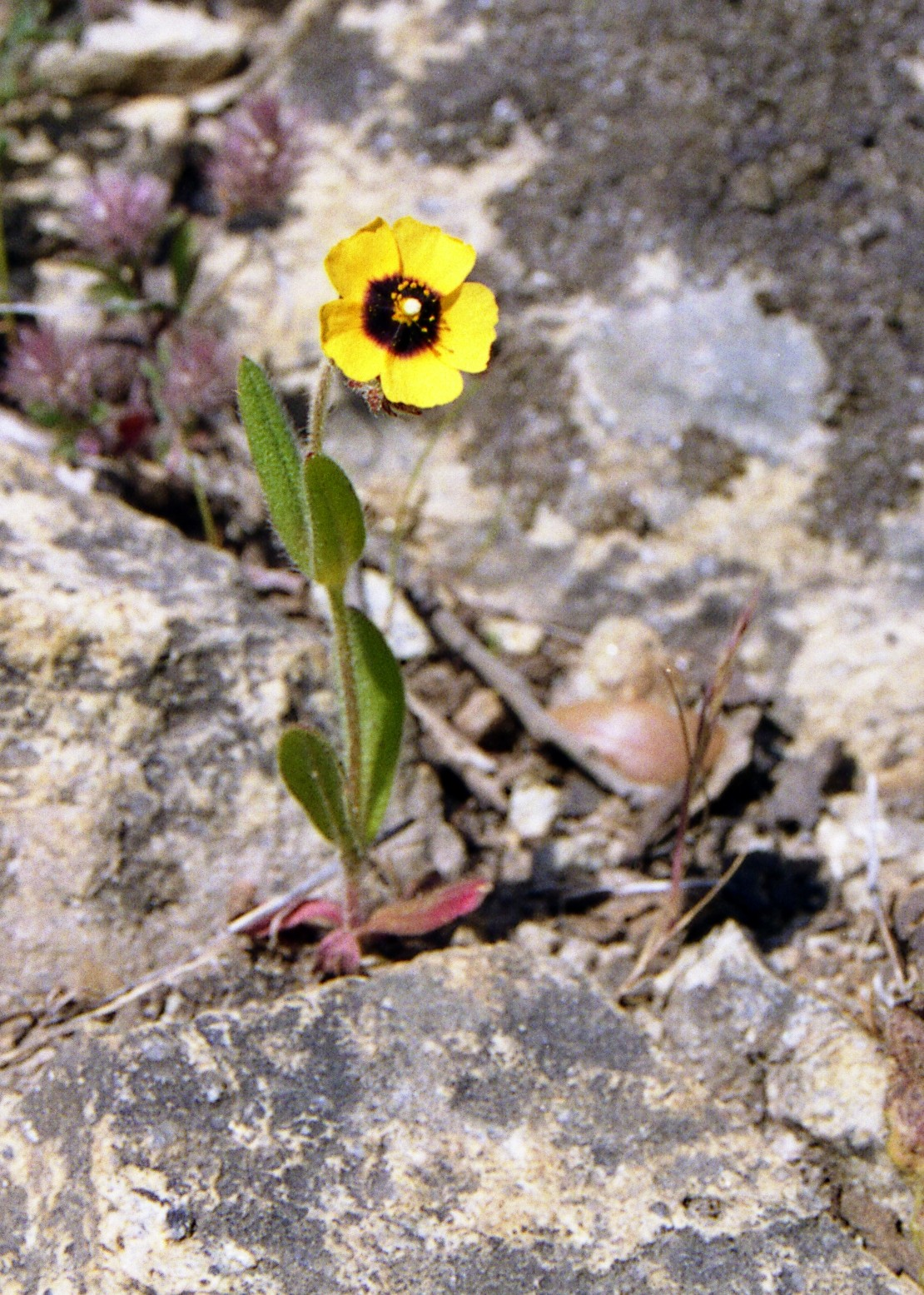
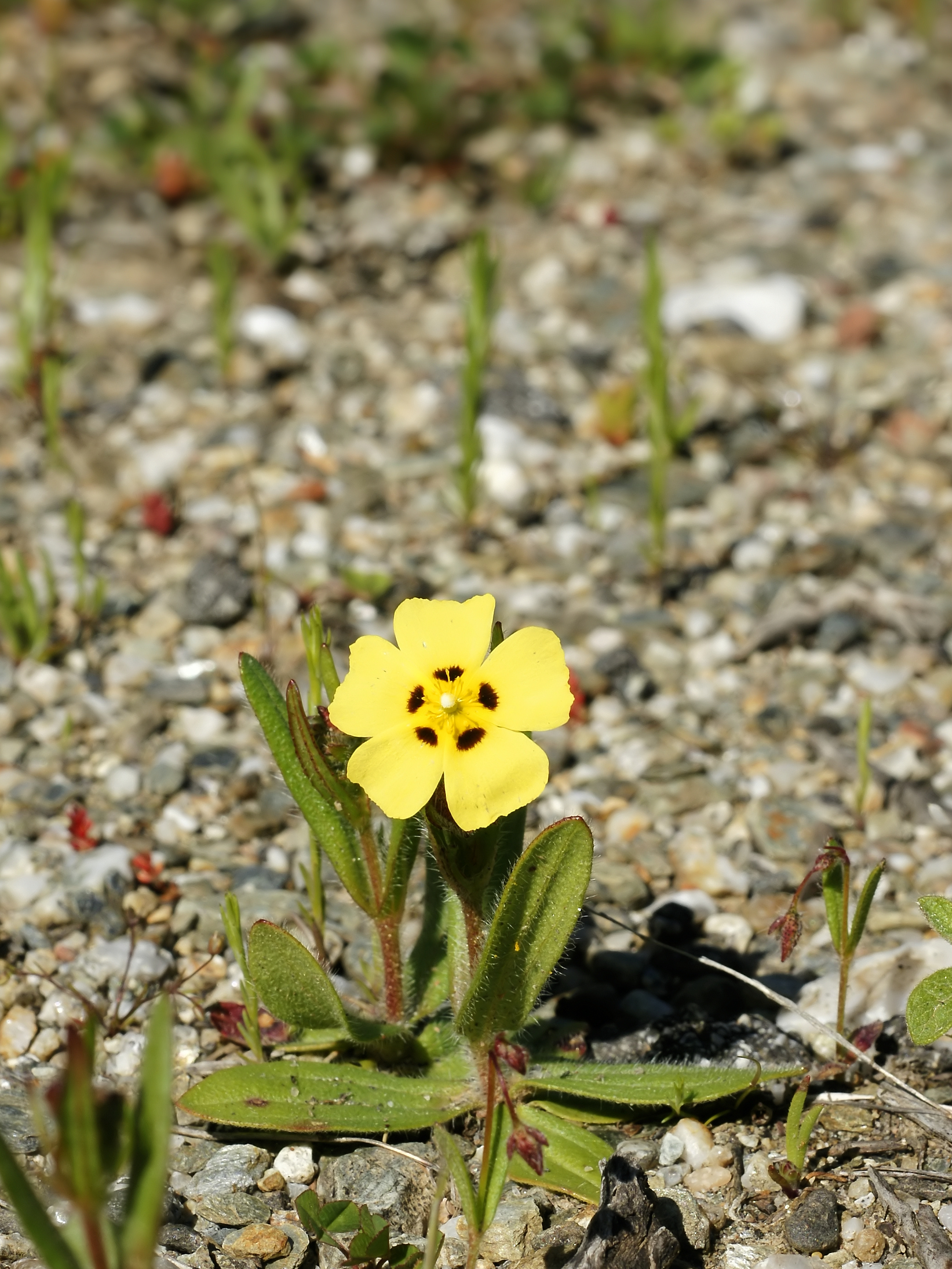
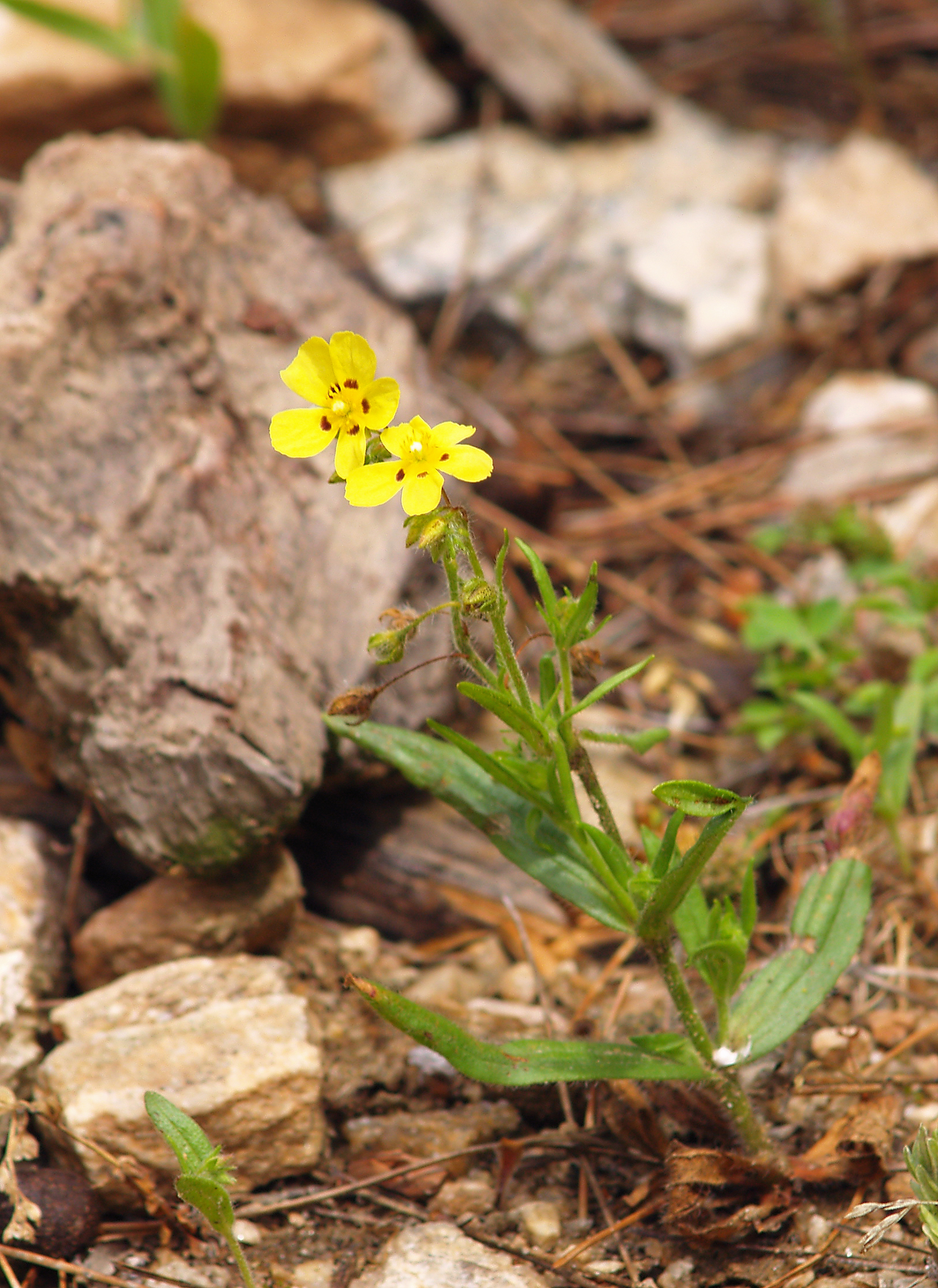
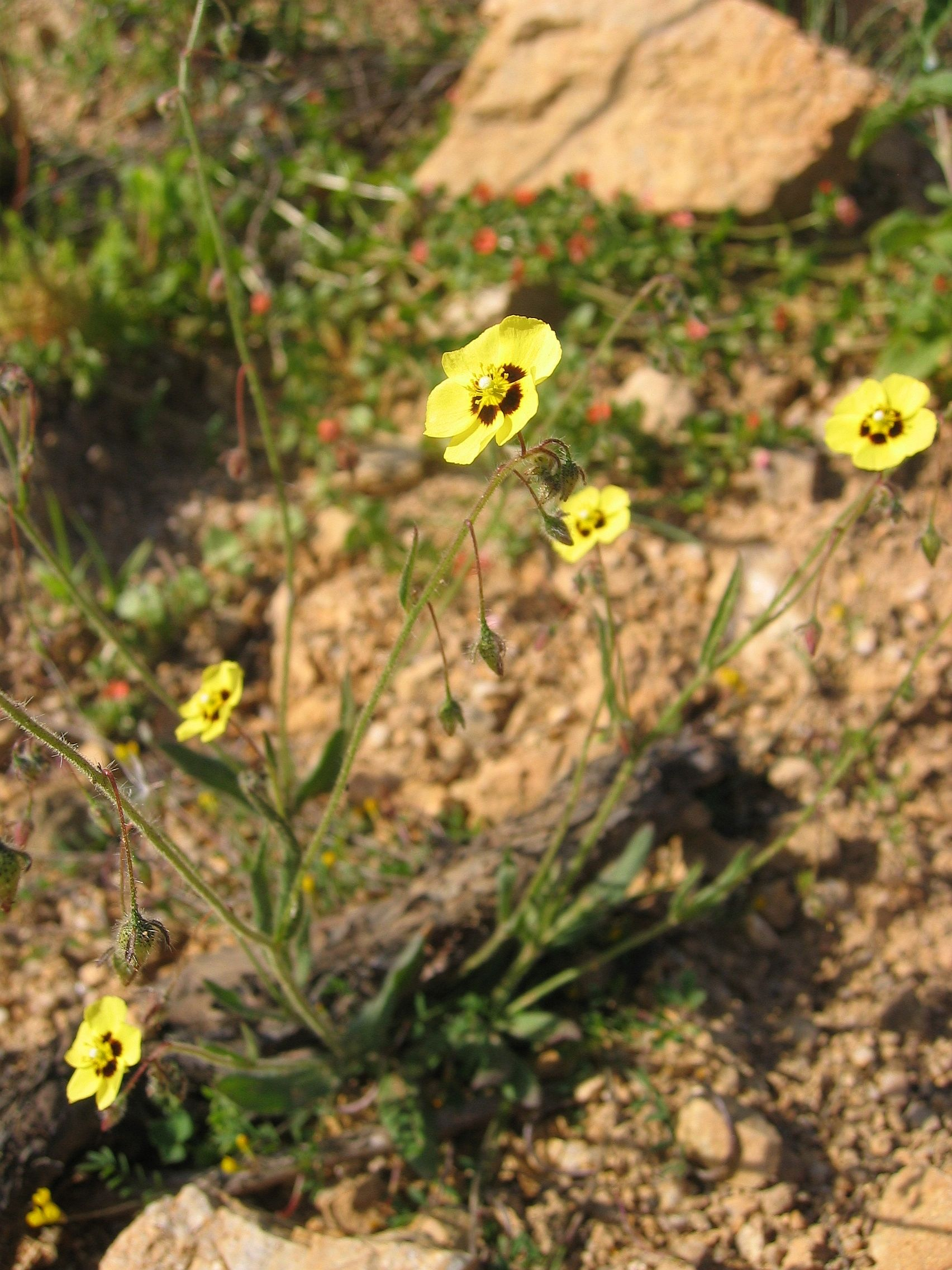